# Prix Albert-Gagnet
Le Prix Albert-Gagnet est une course cycliste française qui se déroule en clôture de la fête locale du Grand-Bourg, dans le département de la Creuse. Créée en 1918, il s'agit de la plus ancienne épreuve cycliste encore disputée dans le comité du Limousin. Elle est organisée par l'Étoile sportive cycliste Grand-Bourg.

## Présentation
À sa création, le Prix Albert-Gagnet est uniquement disputée par des cyclistes locaux,. Ouvert aux coureurs professionnels, il fut tout d'abord dénommée Prix GIBBS, du nom d'un sponsoring avec la marque de savon à barbe et de rasoir. Il prend son appellation actuelle en 1945 pour rendre hommage à l'ancien coureur cycliste régional et résistant Albert Gagnet, vainqueur de l'édition 1933 et mort au camp de concentration de Mauthausen en mai 1944 durant la Seconde Guerre mondiale,. 
En 2018, la compétition fête ses cent ans d’existence,. Elle intègre à cette occasion le calendrier national français. En 2019, elle est rétrogradée en deuxième catégorie.

## Palmarès depuis 1928
| Année              | Vainqueur              | Deuxième               | Troisième             |
| ------------------ | ---------------------- | ---------------------- | --------------------- |
| Prix GIBBS         |                        |                        |                       |
| 1928               | Georges Moulin         | Jules Catalino         | Chazette              |
| 1929               | Isidore Jamay          |                        |                       |
| 1930               | René Matigot           | Albert Gagnet          | Marcel Denizot        |
| 1931               | Maurice Berlu          | Robert Godard          | Camille Louvel        |
| 1932               | Georges Moulin         | Albert Gagnet          | Chapelle              |
| 1933               | Albert Gagnet          |                        |                       |
| 1934               | Georges Beaumont       | Bonnin                 | Lucien Jardy          |
| 1935               | René Courally          |                        |                       |
| 1936               | René Courally          |                        |                       |
| 1937               | André Decorps          | Albert Adam            | Auguste Mallet        |
| 1938               | René Courally          | Georges Lachat         | René Bernard          |
| 1939               | René Courally          |                        |                       |
| 1940               | pas de course          | pas de course          | pas de course         |
| 1941               | Louis Latié            |                        |                       |
| 1942               | Jean Bonamy            | Gustave Audousset      | Guillot               |
| 1943               | Jean Parillaud         | Marcel Matron          | Jean Bonamy           |
| 1944               | pas de course          | pas de course          | pas de course         |
| Prix Albert-Gagnet |                        |                        |                       |
| 1945               | Henri Beloin           | Jean Parillaud         |                       |
| 1946               | Robert Godard          | Henri Brégier          | Louis Latié           |
| 1947               | Raymond Cassier        | Louis Muller           | Louis Lacoste         |
| 1948               | Louis Aubrun           | Philippe Martineau     | Louis Muller          |
| 1949               | Albert Bourlon         | Paul Simonin           | Armand Thévenard      |
| 1950               | Édouard Muller         | André Pitraye          | Louis Londero         |
| 1951               | Roger Buchonnet        | Louis Aubrun           | Paul Simonin          |
| 1952               | Émile Baffert          | Georges Meunier        | Louis Aubrun          |
| 1953               | Jean Guéguen           | Marius Bonnet          | Jean-Louis Vervialle  |
| 1954               | Louis Aubrun           | Jean-Louis Vervialle   | Gallaud               |
| 1955               | Georges Meunier        | Pierre Nardi           | Siro Bianchi          |
| 1956               | Albert Dolhats         | Marcel Fernandez       | Maurice Lampre        |
| 1957               | Marcel Queheille       | Louis Barès            | Michel Dejouhannet    |
| 1958               | Michel Dejouhannet     | Louis Kosec            | Michel Sallé          |
| 1959               | Roger Darrigade        | Michel Sallé           | René Fournier         |
| 1960               | Michel Sallé           | Claude Gabard          | Maurice Réjasse       |
| 1961               | Manuel Manzano         | Guy Epaud              | Maurice Bertrand      |
| 1962               | Robert Coulomb         | André Geneste          | José Gil Solé         |
| 1963               | Marcel Rostollan       | René Ostertag          | Pierre Tymen          |
| 1964               | Gilles Genet           | Daniel Labrouille      | Maurice Réjasse       |
| 1965               | Hubert Fraisseix       | René Roffet            | Jean-Pierre Genet     |
| 1966               | Jean-Pierre Senamaud   | Yves Barillet          | Jean-Claude Grain     |
| 1967               | Michel Grain           | Jean-Louis Bodin       | Claude Perrotin       |
| 1968               | Michel Grain           | Jean-Claude Theillière | Daniel Samy           |
| 1969               | Georges Chappe         | Claude Perrotin        | Albert Peter          |
| 1970               | Jean-Claude Theillière | André Trochut          | Gérard Moneyron       |
| 1971               | Louis Coquelin         | Daniel Leveau          | Christian Ardouin     |
| 1972               | Michel Coroller        | Alain Bernard          | Daniel Barjolin       |
| 1973               | Jean Thomazeau         | Francis Duteil         | Jean Pinault          |
| 1974               | Christian Bordier      | Daniel Leveau          | Jean Thomazeau        |
| 1975               | Jean-Yves Bertin       | Jacques Bossis         | Éric Lalouette        |
| 1976               | Patrick Friou          | Gérard Besnard         | Daniel Samy           |
| 1977               | Gérard Le Dain         | Michel Pitard          | Michel Fédrigo        |
| 1978               | Bernard Pineau         | Guy Dubois             | Yves Carbonnier       |
| 1979               | Jean-Paul Nion         | Michel Duprat          | Patrick Guay          |
| 1980               | Jean-Pierre Paranteau  | Gérard Simonnot        | Michel Pitard         |
| 1981               | Jean-Pierre Paranteau  | Jean-Pierre Mitard     | Raymond Perrin        |
| 1982               | Gilbert Berron         | Jean-Pierre Paranteau  | Gérard Simonnot       |
| 1983               | Jean Pinault           | Jean-Pierre Paranteau  | Alain Ruiz            |
| 1984               | Michel Jean            | Christian Leblanc      | Éric Leblanc          |
| 1985               | Gilbert Berron         | Michel Larpe           | Jean-Pierre Paranteau |
| 1986               | Jean Pinault           | Jean-Pierre Paranteau  | Joël Richefort        |
| 1987               | Mariano Martinez       | Thierry Barrault       | Éric Fouix            |
| 1988               | Éric Fouix             | Michel Commergnat      | Mariano Martinez      |
| 1989               | Christophe Lanxade     | Christian Jany         | Éric Fouix            |
| 1990               | Gérard Henriet         | Christophe Lanxade     | Jean-Michel Avril     |
| 1991               | Gilles Osmont          | Emmanuel Viollet       | Éric Marzi            |
| 1992               | Jean-Pierre Duracka    | Pascal Montier         | Didier Aumenier       |
| 1993               | Pascal Peyramaure      | Lionel Guest           | Christophe Lanxade    |
| 1994               | Lionel Guest           | Jean-Philippe Duracka  | Hervé Henriet         |
| 1995               | Nicolas Dubois         | Vincent Sauzeau        | Frédéric Berland      |
| 1996               | Éric Baron             | Sébastien Fraisseix    | Christian Magimel     |
| 1997               | Christophe Serisier    | Christophe Chicaud     | Cyril Delhoume        |
| 1998               | Alexandre Adalbert     | Jean-Marie Ballereau   | Sandy Casar           |
| 1999               | Éric Fouix             | George Richardson      | Sylvain Desprès       |
| 2000               | Brett Harwood          | Jean-Marie Ballereau   | Vincent Grenèche      |
| 2001               | David Dupont           | Thierry Gru            | Philippe Simonin      |
| 2002               | Laurent Gerbaud        | Frédéric Mathiot       | Christophe Chicaud    |
| 2003               | Sébastien Fournier     | Laurent Gerbaud        | Adrian Cagala         |
| 2004               | Benoît Dunet           | Jean-Marie Ballereau   | Christian Serisier    |
| 2005               | Yevgeniy Sladkov       | Romain Bourrinet       | Fabrice Chabenat      |
| 2006               | Julien Lamy            | Christian Serisier     | Jean-Marie Ballereau  |
| 2007               | Joseph Lemoine         | Médéric Clain          | Noël Richet           |
| 2008               | Jean-Marie Ballereau   | Jean-Luc Masdupuy      | Julien Sevin          |
| 2009               | Nicolas Maire          | Yohan Poirier          | Nicolas Morel         |
| 2010               | François Lamiraud      | Yvan Sartis            | Paul Brousse          |
| 2011               | Fabien Bertrand        | Méven Lebreton         | Médéric Clain         |
| 2012               | Christophe Goutille    | Nicolas Morel          | Julien Lamy           |
| 2013               | Jean-Luc Masdupuy      | Julien Mazet           | Nicolas Chadefaux     |
| 2014               | François Lamiraud      | Florent Pereira        | Endrik Puntso         |
| 2015               | Mickaël Larpe          | Julien Ballion         | Boris Orlhac          |
| 2016               | Mickaël Larpe          | Boris Orlhac           | Maxime Méderel        |
| 2017,              | Rudy Fiefvez           | Gérard Torres          | Florent Pereira       |
| 2018               | Florent Pereira        | Baptiste Constantin    | Alexandre Jamet       |
| 2019               | Baptiste Vadic         | Thomas Avril           | Jérémy Varago         |
| 2020               | pas de course          | pas de course          | pas de course         |
| 2021               | Clément Morichon       | Julien Rochereau       | Romain Luinaud        |
| 2022               | Victor Loulergue       | Arthur Meunier         | Romain Luinaud        |
| 2023-2024          | pas de course          | pas de course          | pas de course         |
| 2025               | Mathurin Fenaux        | Mathys Estève          | Paul Panteix          |